# Francisco Ramírez (meksykański piłkarz)
Francisco Javier Ramírez Gámez, Paco Ramírez (ur. 28 listopada 1965 w Bacerac) – meksykański piłkarz występujący na pozycji obrońcy, reprezentant Meksyku, trener piłkarski.

## Kariera klubowa
Pochodzi z miasta Bacerac, jednak jako sześciolatek przeprowadził się z rodziną do Hermosillo. Początkowo grał w baseball, a później rozpoczął treningi piłki nożnej i był powoływany do lokalnych reprezentacji. W jednym z juniorskich turniejów, w którym występował jako zawodnik zespołu stanu Sonora, jego talent odkrył polski trener Waldemar Wasilewski. Profesjonalną karierę piłkarską rozpoczął jako dziewiętnastolatek w drużynie Deportivo Neza z miasta Nezahualcóyotl, lecz zadebiutował w niej dopiero dwa lata później, za kadencji argentyńskiego szkoleniowca Miguela Marína, 9 sierpnia 1986 w zremisowanym 0:0 spotkaniu z Tolucą. Szybko został podstawowym piłkarzem drużyny i premierowe bramki w najwyższej klasie rozgrywkowej strzelił 13 marca 1988 w przegranej 2:4 konfrontacji z Tigres UANL, kiedy to dwukrotnie wpisywał się na listę strzelców. Ogółem barwy Deportivo reprezentował przez cztery lata, nie odnosząc z nim większych sukcesów.
Latem 1988 Ramírez przeszedł do drużyny Atlante FC z siedzibą w stołecznym mieście Meksyk, gdzie spędził rok, po czym został zawodnikiem Puebla FC. Tam również został podstawowym piłkarzem klubu; w 1991 roku triumfował z nim w najbardziej prestiżowych rozgrywkach kontynentu, Lidze Mistrzów CONCACAF, za to w sezonie 1991/1992 wywalczył tytuł wicemistrza Meksyku. Po dwóch latach spędzonych w Puebli odszedł do stołecznego Club Necaxa, w którym również spędził dwa sezony, jednak bez zdobycia żadnego trofeum. Później przez rok występował w Tiburones Rojos de Veracruz, po czym podpisał umowę ze stołecznym Cruz Azul. Tam odniósł największe sukcesy w karierze, jednak przeważnie w roli rezerwowego – w sezonie Invierno 1997 zdobył tytuł mistrza Meksyku, podczas rozgrywek 1996/1997 triumfował w krajowym pucharze – Copa México, dwukrotnie wygrywał także Puchar Mistrzów CONCACAF; w roku 1996 i 1997. Karierę zakończył w wieku 32 lat z powodu przedłużających się kontuzji.

## Kariera trenerska
Po zakończeniu kariery piłkarskiej Ramírez został trenerem, początkowo prowadząc przez krótki czas drugoligową drużynę Correcaminos UAT z miasta Ciudad Victoria. W późniejszym czasie był asystentem Aníbala Ruiza, a potem Enrique Mezy w Club Atlas, spędził także kilka lat w sztabie szkoleniowym reprezentacji Meksyku, najpierw współpracując z trenerem Ricardo La Volpe, z którym wziął udział w Mistrzostwach Świata w Niemczech, a później ze Svenem-Göranem Erikssonem. W przerwie pomiędzy kadencjami obydwóch selekcjonerów prowadził trzecioligową ekipę Vaqueros de Ixtlán. Pracował również jako asystent Hansa Westerhofa i Salvadora Reyesa w Club Necaxa z siedzibą w mieście Aguascalientes. W kwietniu 2009 został trenerem jednej z najbardziej utytułowanych drużyn w kraju, Chivas de Guadalajara, jednak odnosił z nią słabe wyniki, notując trzy zwycięstwa, cztery remisy i pięć porażek w dwunastu spotkaniach i został zwolniony już po pięciu miesiącach.
W lipcu 2010 Ramírez rozpoczął pracę jako asystent swojego byłego kolegi boiskowego Sergio Bueno, początkowo w drugoligowym Tiburones Rojos de Veracruz, a następnie Club Necaxa. Po spadku klubu do Liga de Ascenso został pierwszym trenerem klubu, prowadząc go przez kilka miesięcy bez większych sukcesów. W maju 2012 został trenerem innego meksykańskiego drugoligowca, Dorados de Sinaloa z Culiacán. W jesiennym sezonie Apertura 2012 dotarł z nią do finału rozgrywek drugoligowych, a także triumfował z nim w rozgrywkach Copa MX, dzięki czemu drużyna Dorados została pierwszą drużyną w historii meksykańskiego futbolu, która zdobyła krajowy puchar podczas gry w drugiej lidze. Ze stanowiska odszedł w styczniu 2014 po serii słabszych wyników w lidze.